# جون فيتزباتريك
جون فيتزباتريك (بالإنجليزية: John Fitzpatrick)‏ (18 أغسطس 1946 في المملكة المتحدة - 21 ديسمبر 2020) هو لاعب كرة قدم إسكتلندي في مركز الدفاع. لعب مع مانشستر يونايتد.

## وصلات خارجية
- جون فيتزباتريك على موقع قاعدة بيانات كرة القدم.إي يو (الإنجليزية)